# 达杭丹
达杭丹（Tehaundan；Tahangdan；Tahaundam），又译作达杭当，是位在缅甸克钦邦葡萄县瑙蒙镇区最北邊的村子，该村位于中缅边境缅甸一侧的开加博峰山脚下，距该山峰14公里，南塔曼河（恩梅开江的支流）源头的岸边，海拔2,438公尺。村民主要是从中国西藏察隅县来的信仰藏传佛教的康巴藏族人，百余年前他们因为寻找缅北野人山的极乐秘境囊塔贵，陆陆续续来到此地定居。此外，这个村也有百余年前从中国独龙江流域迁徙到缅北的缅甸独龙族，但人数已经不到10人。